# Pietro Boschi
Pour les articles homonymes, voir Boschi.
Pietro Boschi (né en 1811 à Milan et mort le 4 novembre 1887 à Lesa) est un homme politique italien.

## Biographie
Il a été député du royaume de Sardaigne durant les IIe et VIIe législatures.
Il a été député du royaume d'Italie durant la VIIIe législature.